# Eiji Shirai
Eiji Shirai (白井 永地 Shirai Eiji?), född 26 maj 1995 i Chiba prefektur, är en japansk fotbollsspelare.
Shirai började sin karriär 2014 i Mito HollyHock. Han spelade 126 ligamatcher för klubben. 2020 flyttade han till Fagiano Okayama.